# Тіло людини
Ця стаття про людське тіло в цілому.
Людське тіло — фізична структура людини, людський організм. Тіло людини утворено клітинами різних типів, характерним чином організується в тканини, які формують органи, заповнюють простір між ними або покривають зовні. Тіло дорослої людини утворюють близько тридцяти трильйонів клітин. Клітини оточені міжклітинною речовиною, що забезпечує їх механічну підтримку і здійснює транспорт хімічних речовин.
Людський організм росте і розвивається протягом усього життя. Вікові зміни людського організму в постнатальному періоді у перший місяць після народження пов'язані з переходом організму дитини від паразитарного типу існування у материнській утробі до фізичного самостійного, але фізіологічно залежного від опіки з боку дорослих, насамперед матері, функціонування. Своєї якісної своєрідності людське тіло набуває у віці до одного року, коли відбувається становлення власних органічних систем та перших тілесно поведінкових форм самостійності, поява зорового та слухового зосередження, комплексу пожвавлення, акту хапання, формування систем первинної адаптації до нового навколишнього світу.
У тілі людини розрізняють голову, шию, тулуб, верхні та нижні кінцівки.

## Анатомія, морфологія і ембріологія

### Нормальна анатомія людини
Система органів людини — сукупність органів людини, об'єднаних просторово, що мають загальний план будови, спільне походження і виконують єдині функції.
В організмі людини виділяють кісткову, м'язову, нервову, серцево-судинну, дихальну, травну, видільну, репродуктивну, ендокринну, імунну і покривну системи.

### Маса органів людини
Наступні середні показники вказані для людини віком 20 — 30 років, з довжиною тіла 170 см, масою 70 кг і площею тіла 1,8 кв.м. Показники дуже сильно відрізняються залежно від статі та фізичної підготовки.
- Маса тіла: 70 кг = 100 % маси тіла
- М'язи: 30 кг = 43 % маси тіла
- Скелет без кісткового мозку: 7 кг = 10 % маси тіла
- Шкіра та підшкірна клітковина: 6,1 кг = 8,7 % маси тіла
- Кров: 5,4 кг = 7,7 % маси тіла
- Травний тракт: 2,0 кг = 2,9 % маси тіла
- Печінка: 1,7 кг = 2,4 % маси тіла
- Червоний кістковий мозок: 1,5 кг = 2,1 % маси тіла
- Обидві легені: 1,0 кг = 1,4 % маси тіла
- Серце: 0,3 кг = 0,43 % маси тіла
- Обидві нирки: 0,3 кг = 0,43 % маси тіла
- Щитоподібна залоза: 0,02 кг = 0,03 % маси тіла
- Головний мозок: 1,3 кг = 1,8 % маси тіла
- Селезінка: 0,18 кг = 0,26 % маси тіла

### Статура
Середня довжина тіла дорослого чоловіка (у розвинених країнах), становить близько 1,7-1,8 м (від 5 футів 7 дюймів до 5 футів 11 дюймів), довжина тіла дорослої жінки приблизно 1,6-1,7 м (від 5 футів 2 дюймів до 5 футів 8 дюймів). Ця величина визначається генетичною схильністю, характером харчування, фізичною активністю і факторами зовнішнього середовища. З моменту народження особливості харчування, фізична активність і інші фактори забезпечують певну корекцію фенотипу.

### Тканини людського тіла
Ембріологічно всі тканини людського тіла походять з трьох зародкових листків — ентодерми, мезодерми та ектодерми. В організмі людини, як і тварин, розрізняють чотири групи тканин — епітеліальну, сполучну, нервову та м'язову.
Епітеліальна тканина — шар клітин, що вистилає поверхню і порожнини тіла, формує більшість залоз організму, внутрішній шар шлунково-кишкового тракту, дихальної системи, сечостатевих шляхів, кровоносних судин тощо. Розрізняють одношаровий і багатошаровий епітелій (що мають кілька морфологічних типів), а також перехідний епітелій.
Сполучна тканина виконує опорну, захисну і трофічну функції. Складається з позаклітинного матриксу і клітин сполучної тканини. Розрізняють кісткову та хрящову (гіалінову, еластичну та волокнисту) тканини, кров та лімфу, власне сполучну тканину (пухка волокниста, щільна волокниста, ретикулярна), жирову тканину.
Нервова тканина — тканина ектодермального походження, являє собою систему спеціалізованих структур, що утворюють основу нервової системи і створюють умови для реалізації її функцій. Нервова тканина здійснює зв'язок організму з довкіллям, сприйняття і перетворення подразників в нервовий імпульс і передачу його до ефектора. Нервова тканина складається з нейронів, що виконують основну функцію, і нейроглії, що забезпечує специфічне мікрооточення для нейронів.
М'язова тканина — тканина, що володіє властивостями збудливості, провідності і скоротливості, сприяючи зміні положення в просторі частин тіла, а також форми та об'єму органів. Розрізняють скелетну, серцеву (поперечно-смугасту) та гладку м'язову тканину.

## Біологічно значущі елементи
Тіло людини складається на 60 % з води, на 34 % з органічних речовин, на 6 % — з неорганічних. Основними хімічними елементами, що формують органічні речовини, є вуглець, водень та кисень, крім цього, до складу органічних речовин входять азот, фосфор та сірка. До складу неорганічних речовин тіла людини входять 22 обов'язкових хімічних елементів — кальцій, фосфор, кисень, натрій, магній, сірка, бор, хлор, калій, ванадій, марганець, залізо, кобальт, нікель , мідь, цинк, молібден, хром, кремній, йод, фтор, селен.
Дані хімічні елементи поділяють на макроелементи (масова частка елементу в організмі перевищує 10−2%), мікроелементи (10−3—10−5%) та ультрамікроелементи (нижче 10−5%).